# Теруки Мијамото
Теруки Мијамото (јап. 宮本 輝紀; Хирошима, 26. децембар 1940 — Китакјушу, 2. фебруар 2000) био је јапански фудбалер.

## Каријера
Током каријере је играо за Nippon Steel.

## Репрезентација
За репрезентацију Јапана дебитовао је 1961. године. Учествовао је и на олимпијским играма 1964. и олимпијским играма 1968. За тај тим је одиграо 58 утакмица и постигао 19 голова.

## Статистика
| Јапан  | Јапан   | Јапан  |
| Година | Наступи | Голови |
| ------ | ------- | ------ |
| 1961.  | 5       | 3      |
| 1962.  | 7       | 1      |
| 1963.  | 5       | 2      |
| 1964.  | 2       | 0      |
| 1965.  | 4       | 1      |
| 1966.  | 5       | 3      |
| 1967.  | 5       | 5      |
| 1968.  | 4       | 0      |
| 1969.  | 3       | 2      |
| 1970.  | 12      | 1      |
| 1971.  | 6       | 1      |
| Укупно | 58      | 19     |